# Лиханов, Глеб Николаевич
Глеб Николаевич Лиханов (5 декабря 1923, Алупка, Крымская АССР — 30 декабря 1981, Москва) — советский хозяйственный, государственный и политический деятель.

## Биография
Родился в 1923 году в Алупке. В 1941 году, после окончания средней школы, был призван в армию. Участник Великой Отечественной войны в составе 331-й гвардейской оминдн 79-го гвардейского минп 1-й гвардейской танковой армии. Принимал участие в Сталинградской битве, закончил войну в Берлине.
После демобилизации — на хозяйственной, общественной и политической работе в Москве. С 1946 года — строитель, производитель работ, инженер строительства, управляющий ремонтно-строительным трестом Первомайского района. В 1963—1972 годах — председатель исполкома Первомайского районного Совета депутатов трудящихся. С 1972 года — заместитель начальника Главмоспромстроя. С 1978 года — заместитель начальника Главного архитектурно-планировочного управления города Москвы.
Член КПСС с 1943 года. Неоднократно избирался кандидатом в члены Московского городского комитета КПСС, Первомайского районного комитета КПСС, депутатом Московского городского совета и Первомайского райсовета. Делегат XXIV съезда КПСС.
Жил в Москве по адресу: улица Фридриха Энгельса, 3/5. Умер в Москве 30 декабря 1981 года. Похоронен на Новокунцевском кладбище.